# Minibidion bondari
Minibidion bondari là một loài bọ cánh cứng trong họ Cerambycidae.